# Newton Thomas Sigel
Newton Thomas Sigel (Detroit, 29 agosto 1955) è un direttore della fotografia e regista statunitense, assiduo collaboratore del regista Bryan Singer.

## Biografia
Membro della American Society of Cinematographers (ASC), dal 2000, inizia la sua carriera con seconda unità per la fotografia di film come Platoon, Matewan, Wall Street e molti altri. Dagli anni ottanta in poi inizia l'attività di direttore della fotografia, curando documentari, cortometraggi e produzioni televisive.
Il primo film per cui cura interamente la fotografia è Brusco risveglio del 1989, nel corso degli anni diviene noto come assiduo collaboratore del regista Bryan Singer, lavorando per lui da I soliti sospetti, passando per L'allievo, X-Men, Superman Returns, Operazione Valchiria, Il cacciatore di giganti, X-Men - Giorni di un futuro passato, X-Men - Apocalisse e Bohemian Rhapsody.
È stato direttore della fotografia anche per film come Three Kings, Confessioni di una mente pericolosa, I fratelli Grimm e l'incantevole strega, In amore niente regole e molti altri.
Nel 2002 ha diretto il film televisivo Punto d'origine con Ray Liotta e John Leguizamo, nel 2005 realizza The Big Empty, co-diretto e co-sceneggiato assieme a Lisa Chang, inoltre ha diretto anche due episodi di Dr. House - Medical Division.

## Filmografia

### Direttore della fotografia
- Brusco risveglio (Rude Awakening), regia di David Greenwalt e Aaron Russo (1989)
- Challenger - Lo shuttle della morte (Challenger), regia di Glenn Jordan (1990)
- Una casa per i Willis (A Promise to Keep), regia di Rod Holcomb (1990)
- Oltre il ponte (Crossing the Bridge), regia di Mike Binder (1992)
- Tir-na-nog (È vietato portare cavalli in città) (Into the West), regia di Mike Newell (1992)
- Ritorno a Tamakwa - Un'estate indiana (Indian Summer), regia di Mike Binder (1992)
- Milionario per caso (Money for Nothing), regia di Ramón Menéndez (1993)
- Un eroe fatto in casa (Blankman), regia di Mike Binder (1994)
- I soliti sospetti (The Usual Suspects), regia di Bryan Singer (1995)
- Foxfire, regia di Annette Haywood-Carter (1996)
- Effetto black out (The Trigger Effect), regia di David Koepp (1996)
- Blood & Wine, regia di Bob Rafelson (1996)
- Il tocco del male (Fallen), regia di Gregory Hoblit (1998)
- L'allievo (Apt Pupil), regia di Bryan Singer (1998)
- Bangkok, senza ritorno (Brokedown Palace), regia di Jonathan Kaplan (1999)
- Three Kings, regia di David O. Russell (1999)
- X-Men, regia di Bryan Singer (2000)
- Confessioni di una mente pericolosa (Confessions of a Dangerous Mind), regia di George Clooney (2002)
- X-Men 2, regia di Bryan Singer (2003)
- Dr. House - Medical Division (House M.D.) – serie TV, episodio 1x01 (2004)
- I fratelli Grimm e l'incantevole strega (The Brothers Grimm), regia di Terry Gilliam (2005)
- Superman Returns, regia di Bryan Singer (2006)
- Niente velo per Jasira (Towelhead), regia di Alan Ball (2007)
- In amore niente regole (Leatherheads), regia di George Clooney (2008)
- Operazione Valchiria (Valkyrie), regia di Bryan Singer (2008)
- Una proposta per dire sì (Leap Year), regia di Anand Tucker (2010)
- Frankie & Alice, regia di Geoffrey Sax (2010)
- The Conspirator, regia di Robert Redford (2010)
- Drive, regia di Nicolas Winding Refn (2011)
- Il cacciatore di giganti (Jack the Giant Slayer), regia di Bryan Singer (2013)
- X-Men - Giorni di un futuro passato (X-Men: Days of Future Past), regia di Bryan Singer (2014)
- Il settimo figlio (Seventh Son), regia di Sergei Bodrov (2014)
- Crouching Tiger, Hidden Dragon: Sword of Destiny, regia di Yuen Wo Ping (2016)
- X-Men - Apocalisse (X-Men: Apocalypse), regia di Bryan Singer (2016)
- Marcia per la libertà (Marshall), regia di Reginald Hudlin (2017)
- Bohemian Rhapsody, regia di Bryan Singer (2018)
- Tyler Rake (Extraction), regia di Sam Hargrave (2020)
- Da 5 Bloods - Come fratelli (Da 5 Bloods), regia di Spike Lee (2020)
- Cherry - Innocenza perduta (Cherry), regia di Anthony e Joe Russo (2021)
- Io e Lulù (Dog), regia di Channing Tatum e Reid Carolin (2022)
- Citadel – serie TV (2023-in corso)

### Regista
- When the Mountains Tremble (1983) - co-diretto con Pamela Yates
- Punto d'origine (Point of Origin) – film TV (2002)
- Dr. House - Medical Division – serie TV, episodi 1x04-3x04 (2004-2006)
- The Big Empty (2005) - cortometraggio co-diretto con Lisa Chang
- Citadel – serie TV (2023-in corso)